# If I Could Only Remember My Name
Az 1971-es If I Could Only Remember My Name David Crosby debütáló szólólemeze. A Billboard 200 listán a 12. helyig jutott. Szerepel az 1001 lemez, amit hallanod kell, mielőtt meghalsz című könyvben.

## Az album dalai
| 1. | Music Is Love               | David Crosby, Graham Nash, Neil Young | 3:16 |
| 2. | Cowboy Movie                | Crosby                                | 8:02 |
| 3. | Tamalpais High (At About 3) | Crosby                                | 3:29 |
| 4. | Laughing                    | Crosby                                | 5:20 |

| 1. | What Are Their Names                     | Crosby, Garcia, Lesh, Michael Shrieve, Young | 4:09 |
| 2. | Traction in the Rain                     | Crosby                                       | 3:40 |
| 3. | Song With No Words (Tree With No Leaves) | Crosby                                       | 5:53 |
| 4. | Orleans                                  | tradicionális                                | 1:56 |
| 5. | I'd Swear There Was Somebody Here        | Crosby                                       | 1:19 |

## Közreműködők
- David Crosby – gitár, ének
- Laura Allan – autoharp, vokál
- Jack Casady – basszusgitár
- David Freiberg – vokál
- Jerry Garcia – gitár, pedal steel gitár, vokál
- Mickey Hart – dob
- Paul Kantner – vokál
- Bill Kreutzmann – dob, csörgődob
- Phil Lesh – basszusgitár, vokál
- Joni Mitchell – vokál
- Graham Nash – gitár, vokál
- Gregg Rolie – zongora
- Michael Shrieve – dob
- Grace Slick – vokál
- Neil Young – gitár, basszusgitár, vibrafon, konga, vokál